# Strongylacidon griseum
Strongylacidon griseum är en svampdjursart som först beskrevs av Schmidt 1870.  Strongylacidon griseum ingår i släktet Strongylacidon och familjen Chondropsidae.
Artens utbredningsområde är North Carolina. Inga underarter finns listade i Catalogue of Life.